# Nvidia nForce4

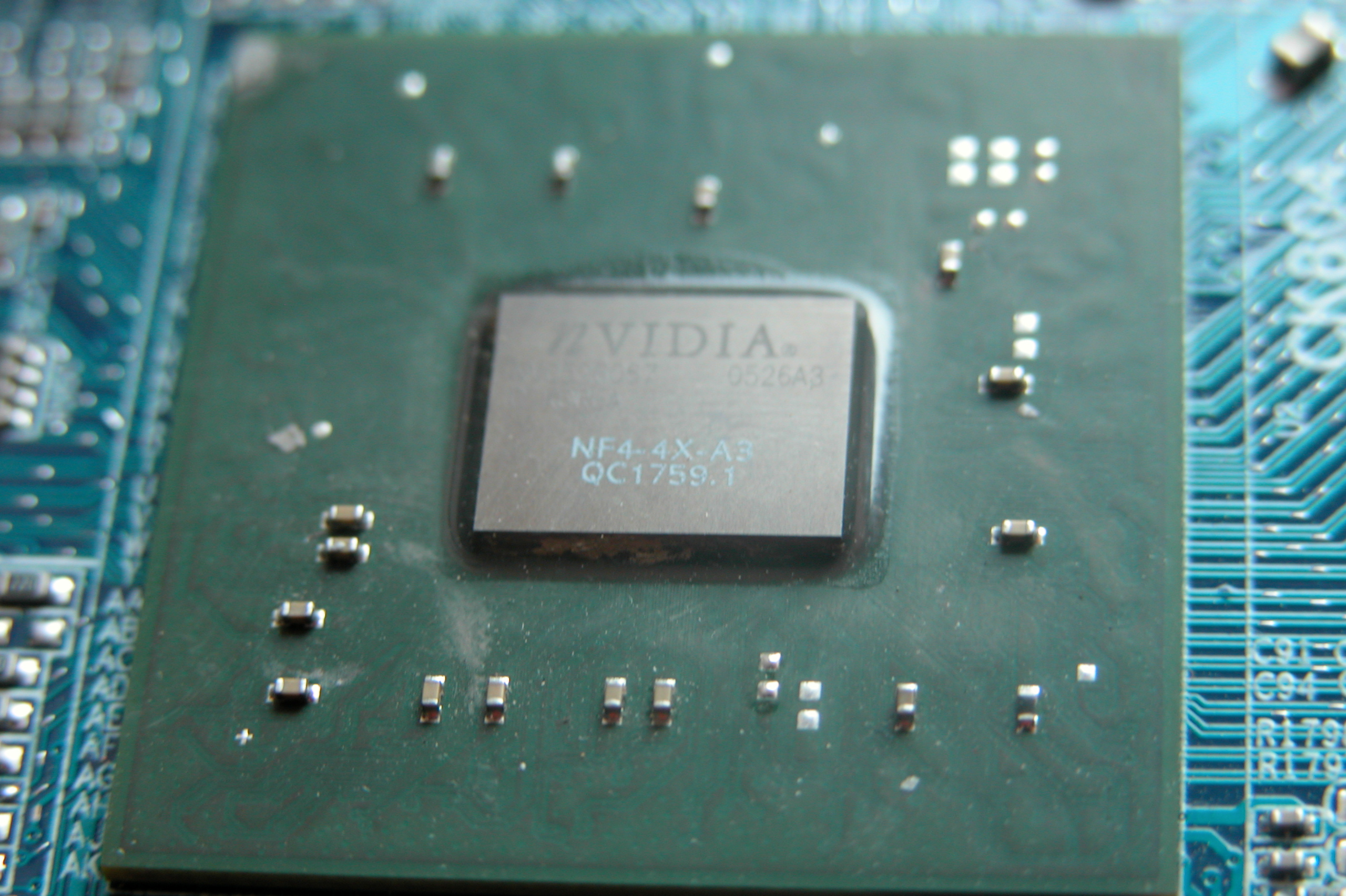
nForce4-4x ohne Kühlkörper

nForce4 ist eine Familie von PC-Chipsätzen der Firma Nvidia für AMDs K8- und AMDs K9-Prozessoren sowie Intels P4-Prozessoren.

## AMD K8/K9-Serie
Geeignet für alle Prozessoren der AMD K8- und AMD K9-Serie.

### Entwicklung
Der nForce4 ist der erste Chipsatz mit Unterstützung für PCI-Express und wurde im August 2004 vorgestellt. Im Prinzip handelt es sich dabei aber nach wie vor um einen nForce3 Ultra, nur eben mit PCI-Express anstelle von AGP. Allerdings wurde der SATA-Controller verbessert und bietet nun vier SATA-Ports nach dem SATA-II Standard (außer nForce4-4x).

### Modelle
Es gibt folgende Varianten:
- nForce4-4x
- nForce4 Ultra
- nForce4 SLI
- nForce4 SLI x16

nForce4-4x, nForce4 Ultra und nForce4 SLI besitzen alle 20 PCIe-Lanes, allerdings erlaubt Nvidia nur beim nForce4 SLI die Nutzung der hauseigenen Multi-GPU-Technik SLI und SATA II nur beim nForce4 Ultra und nForce4 SLI. Dies ist allerdings eine reine Marketing-Entscheidung, denn technisch sind alle Varianten vermutlich baugleich. So können alle nForce4-Chipsätze durch Verbinden entsprechender Resistorpads (mit Lötkolben oder Leitlackstift) SATA-II- und SLI-fähig gemacht werden. Beim nForce4 SLI werden zwei PEG-Slots mit jeweils 8 PCIe-Lanes zur Verfügung gestellt. Der nForce4 SLI x16 verdoppelt dann dieses PCIe-Lanes auf jeweils 16 und bietet nun insgesamt 38 PCIe-Lanes. Dazu wird der C51-Zusatzchip, ein HyperTransporttunnel mit zusätzlichen 18 PCIe-Lanes, zwischen den HyperTransportlink der CPU und der nForce4 MCP gesetzt.

### Ausstattung

#### Northbridge
| Modell          | Front Side Bus  | PCI-Express | PCI-Express | Besonderheiten       |
| Modell          | Front Side Bus  | Lanes       | Links       | Besonderheiten       |
| --------------- | --------------- | ----------- | ----------- | -------------------- |
| nForce4-4x      | 0800 MHz HT 1.0 | 20          | 4           |                      |
| nForce4 Ultra   | 1000 MHz HT 2.0 | 20          | 4           |                      |
| nForce4 SLI     | 1000 MHz HT 2.0 | 20          | 5           |                      |
| nForce4 SLI x16 | 1000 MHz HT 2.0 | 40          | 7           |                      |
| nForce 400      | 1000 MHz HT 2.0 | 2           | 2           | IGP: GeForce 6100    |
| nForce 405      | 1000 MHz HT 2.0 | 10          | 3           | IGP: GeForce 6150 LE |
| nForce 410      | 1000 MHz HT 2.0 | 10          | 3           | IGP: GeForce 6100    |
| nForce 430      | 1000 MHz HT 2.0 | 17          | 2           | IGP: GeForce 6150    |

#### Southbridge
| Modell          | P-ATA (ATA-133) | S-ATA                       | RAID-Modi    | USB 2.0 | PCI- Slots | Ethernet   | Audio | sonstiges |
| --------------- | --------------- | --------------------------- | ------------ | ------- | ---------- | ---------- | ----- | --------- |
| nForce4-4x      | 4               | 4× SATA-I (SATA-II mit Mod) | 0, 1, 0+1    | 10      | 6          | Gigabit    | AC97  | -         |
| nForce4 Ultra   | 4               | 4× SATA-II                  | 0, 1, 0+1    | 10      | 6          | Gigabit    | AC97  | -         |
| nForce4 SLI     | 4               | 4× SATA-II                  | 0, 1, 0+1, 5 | 10      | 6          | Gigabit    | AC97  | -         |
| nForce4 SLI x16 | 4               | 4× SATA-II                  | 0, 1, 0+1, 5 | 10      | 6          | Gigabit    | AC97  | -         |
| nForce 400      | 2               | 2× SATA                     | 0, 1         | 08      | ?          | 100 Mbit/s | HDA   | -         |
| nForce 405      | 2               | 2× SATA                     | 0, 1         | 08      | ?          | 100 Mbit/s | HDA   | -         |
| nForce 410      | 4               | 2× SATA                     | 0, 1         | 08      | ?          | 100 Mbit/s | HDA   | -         |
| nForce 430      | 4               | 4× SATA                     | 0, 1, 0+1, 5 | 10      | ?          | Gigabit    | HDA   | -         |

#### IGPs
| Modell          | Codename | Pro- zess | Interface | max. Speicher (MB) | Grafikprozessor (GPU) | Grafikprozessor (GPU) | Grafikprozessor (GPU) | DirectX / OpenGL Version | sonstiges |
| Modell          | Codename | Pro- zess | Interface | max. Speicher (MB) | Chiptakt (MHz)        | Pipes x TMUs x VPUs   | Füllrate (MT/s)       | DirectX / OpenGL Version | sonstiges |
| --------------- | -------- | --------- | --------- | ------------------ | --------------------- | --------------------- | --------------------- | ------------------------ | --------- |
| GeForce 6100    | C51-G    | 90 nm     | HT        | 128                | 425                   | 2 × 1 × 1             | 850                   | 9.0c / 2.0               |           |
| GeForce 6150 LE | C51-G    | 90 nm     | HT        | 128                | 425                   | 2 × 1 × 1             | 850                   | 9.0c / 2.0               | HD Video  |
| GeForce 6150    | C51-PV   | 90 nm     | HT        | 256                | 475                   | 2 × 1 × 1             | 950                   | 9.0c / 2.0               | HD Video  |
| GeForce Go 6100 | C51MV    | 90 nm     | HT        | 128                | 425                   | 2 × 1 × 1             | 850                   | 9.0c / 2.0               |           |
| GeForce Go 6150 | C51MV    | 90 nm     | HT        | 256                | 425                   | 2 × 1 × 1             | 850                   | 9.0c / 2.0               | HD Video  |

## Intel AGTL+ Busprotokoll
Geeignet für alle Intel-Prozessoren, die das Busprotokoll AGTL+ nutzen.

### Entwicklung
Nach dem Erwerb einer entsprechenden Lizenz von Intel, bot Nvidia auch Chipsätze für Intel-Prozessoren an, hauptsächlich um SLI auf dieser Plattform zu ermöglichen.

### Modelle
Es gibt folgende Varianten:
- nForce4i Ultra
- nForce4i SLI XE
- nForce4i SLI
- nForce4i SLI X16

### Ausstattung

#### Northbridge
| Modell          | Front Side Bus | Speichercontroller    | PCI-Express Lanes | PCI-Express Links | Besonderheiten |
| --------------- | -------------- | --------------------- | ----------------- | ----------------- | -------------- |
| nForce4 Ultra   | 200 MHz AGTL+  | Dual-Channel DDR2-667 | 20                | 4                 |                |
| nForce4 SLI XE  | 200 MHz AGTL+  | Dual-Channel DDR2-667 | 20                | 5                 |                |
| nForce4 SLI     | 200 MHz AGTL+  | Dual-Channel DDR2-667 | 20                | 5                 |                |
| nForce4 SLI x16 | 200 MHz AGTL+  | Dual-Channel DDR2-667 | 40                | 7                 |                |

#### Southbridge
| Modell          | P-ATA (ATA-133) | S-ATA (SATA-II) | RAID- Modi   | USB 2.0 | PCI- Slots | Ethernet | Audio | sonstiges |
| --------------- | --------------- | --------------- | ------------ | ------- | ---------- | -------- | ----- | --------- |
| nForce4 Ultra   | 4               | 4               | 0, 1, 0+1, 5 | 08      | ?          | Gigabit  | HDA   | -         |
| nForce4 SLI XE  | 4               | 4               | 0, 1, 0+1, 5 | 08      | ?          | Gigabit  | HDA   | -         |
| nForce4 SLI     | 4               | 4               | 0, 1, 0+1, 5 | 10      | ?          | Gigabit  | AC97  | -         |
| nForce4 SLI x16 | 4               | 4               | 0, 1, 0+1, 5 | 10      | ?          | Gigabit  | AC97  | -         |